# Liste des monuments historiques protégés en 2024
Cet article recense les immeubles protégés au titre des monuments historiques en 2024, en France,.
En 2024, 280 bâtiments font l'objet d'une protection dont 238 inscriptions et 42 classements.

## Protections
| Édifice | Commune                               | Département             | Région Collectivité        | Protection | Autre protection                                 | Base Mérimée         | Coordonnées                  | Image |
| --- | ------------------------------------- | ----------------------- | -------------------------- | ---------- | ------------------------------------------------ | -------------------- | ---------------------------- | ----- |
| château du Buisson : seuil de la rivière Ordrimouille                                                                             | Brécy                                 | Aisne                   | Hauts-de-France            | Inscrit    |                                                  | Notice no PA02000111 | 49° 09′ 17″ N, 3° 25′ 33″ E  |       |
| Ancien hôtel de la Ferme générale                                                                                                 | Guise                                 | Aisne                   | Hauts-de-France            | Inscrit    |                                                  | Notice no PA02000118 | 49° 53′ 55″ N, 3° 37′ 24″ E  |       |
| Ancienne laiterie-beurrerie du Nouvion (d) : la mosaïque murale                                                                   | Le Nouvion-en-Thiérache               | Aisne                   | Hauts-de-France            | Inscrit    |                                                  | Notice no PA02000113 | 50° 01′ 01″ N, 3° 47′ 36″ E  |       |
| vendangeoir dit La Grand'maison (d)                                                                                               | Presles-et-Thierny                    | Aisne                   | Hauts-de-France            | Inscrit    |                                                  | Notice no PA02000109 | 49° 30′ 28″ N, 3° 37′ 32″ E  |       |
| vendangeoirs Martigny et de l'abbé Vitu (d)                                                                                       | Presles-et-Thierny                    | Aisne                   | Hauts-de-France            | Inscrit    |                                                  | Notice no PA02000110 | 49° 30′ 30″ N, 3° 37′ 37″ E  |       |
| Château de Montois | Ressons-le-Long                       | Aisne                   | Hauts-de-France            | Inscrit    |                                                  | Notice no PA02000112 | 49° 23′ 22″ N, 3° 07′ 33″ E  |       |
| Église Sainte-Croix de Viels-Maisons                                                                                              | Viels-Maisons                         | Aisne                   | Hauts-de-France            | Inscrit    | Inscrit (1928)                                   | Notice no PA00115977 | 48° 53′ 44″ N, 3° 23′ 46″ E  |       |
| chalet Jeanneret-Prouvé, 3 rue de la Colline (d)                                                                                  | Château-Arnoux-Saint-Auban            | Alpes-de-Haute-Provence | Provence-Alpes-Côte d'Azur | Classé     | Inscrit (2001)                                   | Notice no PA04000022 | 44° 04′ 22″ N, 5° 59′ 21″ E  |       |
| chalet Jeanneret-Prouvé, 9 rue de la Colline (d)                                                                                  | Château-Arnoux-Saint-Auban            | Alpes-de-Haute-Provence | Provence-Alpes-Côte d'Azur | Classé     | Inscrit (2001)                                   | Notice no PA04000023 | 44° 04′ 22″ N, 5° 59′ 21″ E  |       |
| Tunnel de la Traversette : galerie française                                                                                      | Abriès-Ristolas                       | Hautes-Alpes            | Provence-Alpes-Côte d'Azur | Inscrit    |                                                  | Notice no PA05000027 | 44° 42′ 44″ N, 7° 03′ 59″ E  |       |
| Vestiges du château d'Arzeliers                                                                                                   | Laragne-Montéglin                     | Hautes-Alpes            | Provence-Alpes-Côte d'Azur | Inscrit    |                                                  | Notice no PA05000026 | 44° 20′ 52″ N, 5° 48′ 33″ E  |       |
| villa Kérylos : dépendances et jardin                                                                                             | Beaulieu-sur-Mer                      | Alpes-Maritimes         | Provence-Alpes-Côte d'Azur | Inscrit    | Classé (1966)                                    | Notice no PA00080664 | 43° 42′ 11″ N, 7° 20′ 02″ E  |       |
| Château de Châteauneuf-Grasse | Châteauneuf-Grasse                    | Alpes-Maritimes         | Provence-Alpes-Côte d'Azur | Inscrit    |                                                  | Notice no PA06000076 | 43° 40′ 29″ N, 6° 58′ 33″ E  |       |
| Villa Arson, école internationale d'Art                                                                                           | Nice                                  | Alpes-Maritimes         | Provence-Alpes-Côte d'Azur | Inscrit    | Inscrit (1943)                                   | Notice no PA00080809 | 43° 43′ 16″ N, 7° 15′ 11″ E  |       |
| chapelle Notre-Dame-du-Rhône : aile du couvent des Dominicaines                                                                   | Viviers                               | Ardèche                 | Auvergne-Rhône-Alpes       | Classé     | Classé (1967) Inscrit (2020 )                    | Notice no PA00116857 | 44° 28′ 52″ N, 4° 41′ 28″ E  |       |
| croix du Pal (d) | Montpezat-sous-Bauzon                 | Ardèche                 | Auvergne-Rhône-Alpes       | Inscrit    | Inscrit (2023)                                   | Notice no PA07000041 | 44° 43′ 54″ N, 4° 10′ 13″ E  |       |
| moulin de la Rave, moulin Notre-Dame, et villa Marot (d)                                                                          | Troyes                                | Aube                    | Grand Est                  | Inscrit    |                                                  | Notice no PA10000036 | 48° 17′ 18″ N, 4° 05′ 21″ E  |       |
| Église de l'Assomption-de-la-Vierge de La Villeneuve-au-Châtelot                                                                  | La Villeneuve-au-Châtelot             | Aube                    | Grand Est                  | Inscrit    | Inscrit (1926)                                   | Notice no PA00078309 | 48° 33′ 01″ N, 3° 36′ 43″ E  |       |
| chapelle Notre-Dame-de-l'Abbaye (d)                                                                                               | Carcassonne                           | Aude                    | Occitanie                  | Inscrit    |                                                  | Notice no PA11000065 | 43° 12′ 34″ N, 2° 21′ 56″ E  |       |
| Ancienne maison Lautier | Lagrasse                              | Aude                    | Occitanie                  | Inscrit    | Inscrit (1948)                                   | Notice no PA00102716 | 43° 05′ 28″ N, 2° 37′ 08″ E  |       |
| Vestiges des châteaux de Lastours                                                                                                 | Lastours                              | Aude                    | Occitanie                  | Inscrit    | Classé (1905) Inscrit (2023)                     | Notice no PA00102727 | 43° 20′ 11″ N, 2° 22′ 42″ E  |       |
| Vestiges du château de Montséret (d)                                                                                              | Montséret                             | Aude                    | Occitanie                  | Inscrit    |                                                  | Notice no PA11000066 | 43° 06′ 24″ N, 2° 49′ 01″ E  |       |
| Vestiges du château du Puilaurens                                                                                                 | Puilaurens                            | Aude                    | Occitanie                  | Classé     | Classé (1902) Inscrit (2023)                     | Notice no PA00102871 | 42° 48′ 14″ N, 2° 17′ 58″ E  |       |
| Vestiges du château de Termes | Termes                                | Aude                    | Occitanie                  | Classé     | Classé (1989) Inscrit (2023)                     | Notice no PA00102907 | 43° 00′ 08″ N, 2° 33′ 24″ E  |       |
| Vestiges du château d'Aguilar | Tuchan                                | Aude                    | Occitanie                  | Classé     | Classé (1949) Inscrit (2023)                     | Notice no PA00102913 | 42° 53′ 26″ N, 2° 44′ 49″ E  |       |
| Église Saint-Clément de Saint-Clément                                                                                             | Druelle Balsac                        | Aveyron                 | Occitanie                  | Inscrit    |                                                  | Notice no PA12000088 | 44° 21′ 48″ N, 2° 26′ 21″ E  |       |
| Chapelle Sainte-Magdeleine de Marnhargues                                                                                         | Marnhagues-et-Latour                  | Aveyron                 | Occitanie                  | Inscrit    |                                                  | Notice no PA12000085 | 43° 52′ 58″ N, 3° 03′ 28″ E  |       |
| Château de Latour | Marnhagues-et-Latour                  | Aveyron                 | Occitanie                  | Inscrit    |                                                  | Notice no PA12000086 | 43° 52′ 21″ N, 3° 01′ 49″ E  |       |
| pont de Galinières (d) | Pierrefiche                           | Aveyron                 | Occitanie                  | Inscrit    |                                                  | Notice no PA12000089 | 44° 25′ 19″ N, 2° 54′ 07″ E  |       |
| Enceinte de Pierrefiche (d) : mur d'enceinte, tourelle sud-est et grange monastique                                               | Pierrefiche                           | Aveyron                 | Occitanie                  | Inscrit    |                                                  | Notice no PA12000090 | 44° 25′ 22″ N, 2° 54′ 07″ E  |       |
| maison Deygua (d) | Villefranche-de-Rouergue              | Aveyron                 | Occitanie                  | Inscrit    |                                                  | Notice no PA12000087 | 44° 21′ 05″ N, 2° 02′ 12″ E  |       |
| Hôpital psychiatrique Montperrin (d)                                                                                              | Aix-en-Provence                       | Bouches-du-Rhône        | Provence-Alpes-Côte d'Azur | Inscrit    |                                                  | Notice no PA13000122 | 43° 31′ 11″ N, 5° 26′ 12″ E  |       |
| carrière Gambi ou du Picouveau | Cassis                                | Bouches-du-Rhône        | Provence-Alpes-Côte d'Azur | Inscrit    |                                                  | Notice no PA13000123 | 43° 12′ 57″ N, 5° 31′ 49″ E  |       |
| Église Saint-Ferréol-Les Augustins                                                                                                | Marseille 1er                         | Bouches-du-Rhône        | Provence-Alpes-Côte d'Azur | Inscrit    |                                                  | Notice no PA13000127 | 43° 17′ 47″ N, 5° 22′ 27″ E  |       |
| Église Saint-Charles intra-muros                                                                                                  | Marseille 1er                         | Bouches-du-Rhône        | Provence-Alpes-Côte d'Azur | Inscrit    |                                                  | Notice no PA13000128 | 43° 17′ 30″ N, 5° 22′ 31″ E  |       |
| Monument aux Mobiles des Bouches-du-Rhône                                                                                         | Marseille 1er                         | Bouches-du-Rhône        | Provence-Alpes-Côte d'Azur | Inscrit    |                                                  | Notice no PA13000132 | 43° 17′ 56″ N, 5° 23′ 04″ E  |       |
| Cathédrale Sainte-Marie-Majeure                                                                                                   | Marseille 2e                          | Bouches-du-Rhône        | Provence-Alpes-Côte d'Azur | Inscrit    | Classé (1906)                                    | Notice no PA00081326 | 43° 17′ 58″ N, 5° 21′ 53″ E  |       |
| Hôtel Salomon | Marseille 2e                          | Bouches-du-Rhône        | Provence-Alpes-Côte d'Azur | Inscrit    |                                                  | Notice no PA13000129 | 43° 17′ 49″ N, 5° 22′ 03″ E  |       |
| Statue de Monseigneur de Belsunce                                                                                                 | Marseille 2e                          | Bouches-du-Rhône        | Provence-Alpes-Côte d'Azur | Inscrit    |                                                  | Notice no PA13000130 | 43° 17′ 57″ N, 5° 21′ 52″ E  |       |
| Basilique du Sacré-Cœur du Prado                                                                                                  | Marseille 6e                          | Bouches-du-Rhône        | Provence-Alpes-Côte d'Azur | Inscrit    |                                                  | Notice no PA13000124 | 43° 16′ 55″ N, 5° 23′ 13″ E  |       |
| domaine Borély | Marseille 8e                          | Bouches-du-Rhône        | Provence-Alpes-Côte d'Azur | Inscrit    | Classé (1936)                                    | Notice no PA00081332 | 43° 15′ 27″ N, 5° 22′ 55″ E  |       |
| École nationale de danse | Marseille 8e                          | Bouches-du-Rhône        | Provence-Alpes-Côte d'Azur | Inscrit    |                                                  | Notice no PA13000126 | 43° 15′ 50″ N, 5° 23′ 05″ E  |       |
| Écoles des Beaux-Arts et d'Architecture de Luminy                                                                                 | Marseille 9e                          | Bouches-du-Rhône        | Provence-Alpes-Côte d'Azur | Inscrit    |                                                  | Notice no PA13000125 | 43° 13′ 43″ N, 5° 26′ 06″ E  |       |
| Grand Mas : intérieurs | Saint-Étienne-du-Grès                 | Bouches-du-Rhône        | Provence-Alpes-Côte d'Azur | Inscrit    | Inscrit (1980, 2020)                             | Notice no PA00081431 | 43° 46′ 55″ N, 4° 43′ 36″ E  |       |
| Ancien monastère Saint-Paul de-Mausole et la maison de santé Saint-Paul                                                           | Saint-Rémy-de-Provence                | Bouches-du-Rhône        | Provence-Alpes-Côte d'Azur | Inscrit    | Classé (1883)                                    | Notice no PA00081452 | 43° 46′ 36″ N, 4° 50′ 06″ E  |       |
| Cheminée-colonne dite « Grande Cheminée du Plomb                                                                                  | Septèmes-les-Vallons                  | Bouches-du-Rhône        | Provence-Alpes-Côte d'Azur | Inscrit    |                                                  | Notice no PA13000131 | 43° 23′ 41″ N, 5° 22′ 08″ E  |       |
| Église Saint-Vérédème de Verquières (d)                                                                                           | Verquières                            | Bouches-du-Rhône        | Provence-Alpes-Côte d'Azur | Inscrit    |                                                  | Notice no PA00081494 | 43° 50′ 23″ N, 4° 55′ 08″ E  |       |
| statue équestre de Guillaume le Conquérant                                                                                        | Falaise                               | Calvados                | Normandie                  | Classé     | Inscrit (2006)                                   | Notice no PA14000067 | 48° 53′ 38″ N, 0° 12′ 06″ O  |       |
| Logis de la ferme de la Cour d'Enctoyère                                                                                          | Mézidon Vallée d'Auge                 | Calvados                | Normandie                  | Inscrit    |                                                  | Notice no PA00111542 | 49° 05′ 15″ N, 0° 01′ 08″ E  |       |
| Domaine de l'ancien séminaire de Sommervieu                                                                                       | Sommervieu                            | Calvados                | Normandie                  | Inscrit    |                                                  | Notice no PA14000115 | 49° 17′ 24″ N, 0° 39′ 05″ O  |       |
| cave gothique de la cour aux Anglais (d)                                                                                          | La Rochelle                           | Charente-Maritime       | Nouvelle-Aquitaine         | Inscrit    |                                                  | Notice no PA17000113 | 46° 09′ 51″ N, 1° 08′ 57″ O  |       |
| Ancien château de Pons | Pons                                  | Charente-Maritime       | Nouvelle-Aquitaine         | Classé     | Classé (1879, 1992) Inscrit (2023)               | Notice no PA00105316 | 45° 34′ 41″ N, 0° 32′ 51″ O  |       |
| Tour de Broue | Saint-Sornin                          | Charente-Maritime       | Nouvelle-Aquitaine         | Inscrit    | Inscrit (1925)                                   | Notice no PA00105240 | 45° 47′ 15″ N, 0° 58′ 33″ O  |       |
| Église Saint-Martin de Corquoy (d) : transept avec sa chapelle nord, ancienne nef                                                 | Corquoy                               | Cher                    | Centre-Val de Loire        | Inscrit    | Inscrit (1926)                                   | Notice no PA00096778 | 46° 53′ 19″ N, 2° 17′ 48″ E  |       |
| église Saint-Baudel de Saint-Bouize (d)                                                                                           | Saint-Bouize                          | Cher                    | Centre-Val de Loire        | Inscrit    | Inscrit (1926)                                   | Notice no 1987       | 47° 17′ 06″ N, 2° 53′ 09″ E  |       |
| Église Saint-Just de Cosnac (d)                                                                                                   | Cosnac                                | Corrèze                 | Nouvelle-Aquitaine         | Inscrit    |                                                  | Notice no PA19000034 | 45° 08′ 11″ N, 1° 35′ 01″ E  |       |
| Église Saint-Cyr et Sainte-Julitte et l'Oradour                                                                                   | Ligneyrac                             | Corrèze                 | Nouvelle-Aquitaine         | Inscrit    | Inscrit (1928)                                   | Notice no PA00099791 |                              |       |
| château Conti (d) : quatre pièces du rez-de-jardin                                                                                | Ajaccio                               | Corse-du-Sud            | Corse                      | Inscrit    | Inscrit (1984)                                   | Notice no PA00099063 | 41° 55′ 06″ N, 8° 43′ 55″ E  |       |
| immeuble Orenga-Roncajolo (d) | Bastia                                | Haute-Corse             | Corse                      | Inscrit    |                                                  | Notice no PA2B000046 | 42° 41′ 57″ N, 9° 27′ 03″ E  |       |
| maison Santelli (d) | Bastia                                | Haute-Corse             | Corse                      | Classé     | Inscrit (2023)                                   | Notice no PA2B000047 | 42° 41′ 52″ N, 9° 27′ 03″ E  |       |
| chapelle de Confrérie Sainte-Croix de Parocchia (d)                                                                               | Brando                                | Haute-Corse             | Corse                      | Classé     | Inscrit (1995)                                   | Notice no PA00135320 | 42° 46′ 41″ N, 9° 27′ 40″ E  |       |
| église Sainte-Lucie de Santa-Lucia-di-Moriani (d)                                                                                 | Santa-Lucia-di-Moriani                | Haute-Corse             | Corse                      | Inscrit    |                                                  | Notice no PA2B000048 | 42° 22′ 48″ N, 9° 29′ 34″ E  |       |
| Hôtel de Villemereux, dit aussi Hôtel Burteur                                                                                     | Dijon                                 | Côte-d'Or               | Bourgogne-Franche-Comté    | Inscrit    | Inscrit (1937)                                   | Notice no PA00112288 | 47° 19′ 19″ N, 5° 02′ 19″ E  |       |
| Parc Noisot | Fixin                                 | Côte-d'Or               | Bourgogne-Franche-Comté    | Classé     | Inscrit (2022)                                   | Notice no PA21000109 | 47° 14′ 43″ N, 4° 57′ 44″ E  |       |
| Ancienne propriété Daubenton : jardins potagers de Buffon                                                                         | Montbard                              | Côte-d'Or               | Bourgogne-Franche-Comté    | Classé     | Inscrit (2023)                                   | Notice no PA21000104 | 47° 37′ 28″ N, 4° 20′ 07″ E  |       |
| Église Saint-Pierre de Noiron-sur-Seine                                                                                           | Noiron-sur-Seine                      | Côte-d'Or               | Bourgogne-Franche-Comté    | Inscrit    | Classé (1965)                                    | Notice no PA00112570 | 47° 56′ 53″ N, 4° 29′ 12″ E  |       |
| La partie bâtie du hameau dit de la Peurrye (d) (ou de la Peurrie)                                                                | Saint-Victor-sur-Ouche                | Côte-d'Or               | Bourgogne-Franche-Comté    | Inscrit    |                                                  | Notice no PA21000112 | 47° 14′ 01″ N, 4° 42′ 53″ E  |       |
| Tour de Saussy et son système d'adduction d'eau                                                                                   | Saussy                                | Côte-d'Or               | Bourgogne-Franche-Comté    | Classé     | Inscrit (2021)                                   | Notice no PA21000105 | 47° 28′ 07″ N, 4° 57′ 36″ E  |       |
| domaine Chandon de Briailles | Savigny-lès-Beaune                    | Côte-d'Or               | Bourgogne-Franche-Comté    | Classé     | Classé (1968) Inscrit (2020)                     | Notice no PA00112659 | 47° 03′ 40″ N, 4° 49′ 19″ E  |       |
| église Saint-Gervais-et-Saint-Protais de Guenroc (d)                                                                              | Guenroc                               | Côtes-d'Armor           | Bretagne                   | Inscrit    |                                                  | Notice no PA22000072 | 48° 19′ 03″ N, 2° 04′ 34″ O  |       |
| Ancienne maison, 6 rue de l'Église                                                                                                | Kergrist-Moëlou                       | Côtes-d'Armor           | Bretagne                   | Inscrit    | Inscrit (1964)                                   | Notice no PA00089214 | 48° 18′ 36″ N, 3° 19′ 03″ O  |       |
| Thermes d'une ancienne villa gallo-romaine                                                                                        | Langrolay-sur-Rance                   | Côtes-d'Armor           | Bretagne                   | Inscrit    |                                                  | Notice no PA22000073 | 48° 33′ 11″ N, 2° 00′ 14″ O  |       |
| Ancien couvent Sainte-Anne | Lannion                               | Côtes-d'Armor           | Bretagne                   | Inscrit    | Inscrit (1964)                                   | Notice no PA00089265 | 48° 43′ 49″ N, 3° 27′ 42″ O  |       |
| Bâtiments et ouvrages défensifs de l'Île-aux-Moines                                                                               | Perros-Guirec                         | Côtes-d'Armor           | Bretagne                   | Inscrit    | Inscrit (1975)                                   | Notice no PA00089384 | 48° 52′ 45″ N, 3° 29′ 36″ O  |       |
| grotte préhistorique de Fronsac (d)                                                                                               | Mareuil en Périgord                   | Dordogne                | Nouvelle-Aquitaine         | Classé     | Inscrit (1997)                                   | Notice no PA24000019 | 45° 26′ 42″ N, 0° 29′ 05″ E  |       |
| Monument à Louis Pergaud | Besançon                              | Doubs                   | Bourgogne-Franche-Comté    | Inscrit    |                                                  | Notice no PA25000106 | 47° 14′ 28″ N, 6° 01′ 54″ E  |       |
| Maison, 117 Grande Rue (Besançon)                                                                                                 | Besançon                              | Doubs                   | Bourgogne-Franche-Comté    | Inscrit    |                                                  | Notice no PA25000107 | 47° 14′ 10″ N, 6° 01′ 37″ E  |       |
| Grotte Mandrin | Malataverne                           | Drôme                   | Auvergne-Rhône-Alpes       | Inscrit    |                                                  | Notice no PA26000037 | 44° 28′ 10″ N, 4° 46′ 17″ E  |       |
| Château de Gaillon | Gaillon                               | Eure                    | Normandie                  | Classé     | Classé (1862, 1914, 1965) Inscrit (1996)         | Notice no PA00099427 | 49° 09′ 40″ N, 1° 19′ 48″ E  |       |
| manoir dit des Hollandais (d) | Marais-Vernier                        | Eure                    | Normandie                  | Inscrit    |                                                  | Notice no PA27000100 | 49° 25′ 49″ N, 0° 26′ 52″ E  |       |
| manoir de la Vallaiserie (d) | Saint-Germain-la-Campagne             | Eure                    | Normandie                  | Inscrit    |                                                  | Notice no PA27000099 | 49° 03′ 25″ N, 0° 23′ 11″ E  |       |
| Église Sainte-Trinité-Saint-Sauveur de Fours-en-Vexin (d)                                                                         | Vexin-sur-Epte                        | Eure                    | Normandie                  | Inscrit    | Classé (1971)                                    | Notice no PA00099424 | 49° 11′ 11″ N, 1° 36′ 07″ E  |       |
| piscine des Dauphins de Brou (d)                                                                                                  | Brou                                  | Eure-et-Loir            | Centre-Val de Loire        | Inscrit    |                                                  | Notice no PA28000058 | 48° 12′ 35″ N, 1° 08′ 28″ E  |       |
| chapelle Sainte-Barbe de Valainville (d)                                                                                          | Moléans                               | Eure-et-Loir            | Centre-Val de Loire        | Inscrit    |                                                  | Notice no PA28000059 | 48° 06′ 14″ N, 1° 24′ 54″ E  |       |
| Château de Bois-Ruffin | Vald'Yerre                            | Eure-et-Loir            | Centre-Val de Loire        | Inscrit    | Classé (1924)                                    | Notice no PA00096959 | 48° 06′ 09″ N, 1° 02′ 42″ E  |       |
| Ensemble patrimonial de la place Charles-de-Gaulle (d) : mairie-école, église Saint-Nicolas (d), fontaine, ancien poste de douane | Port-Launay                           | Finistère               | Bretagne                   | Inscrit    |                                                  | Notice no PA29000112 | 48° 12′ 55″ N, 4° 04′ 22″ O  |       |
| grotte aux Points | Aiguèze                               | Gard                    | Occitanie                  | Classé     | Inscrit (1995)                                   | Notice no PA00135379 | 44° 20′ 16″ N, 4° 29′ 37″ E  |       |
| atelier de potier Clerc (d) | Saint-Quentin-la-Poterie              | Gard                    | Occitanie                  | Inscrit    |                                                  | Notice no PA30000144 | 44° 02′ 45″ N, 4° 26′ 22″ E  |       |
| église de la Nativité-de-la-Sainte-Vierge de Labarthe-Inard (d)                                                                   | Labarthe-Inard                        | Haute-Garonne           | Occitanie                  | Inscrit    | Inscrit (1950)                                   | Notice no PA00094356 | 43° 06′ 24″ N, 0° 50′ 08″ E  |       |
| Hôtel particulier de Lamothe ainsi que le rempart et le sol                                                                       | Toulouse                              | Haute-Garonne           | Occitanie                  | Inscrit    |                                                  | Notice no PA31000131 | 43° 35′ 55″ N, 1° 27′ 03″ E  |       |
| église Notre-Dame de Gironde-sur-Dropt                                                                                            | Gironde-sur-Dropt                     | Gironde                 | Nouvelle-Aquitaine         | Inscrit    | Inscrit (2001)                                   | Notice no PA33000045 | 44° 35′ 00″ N, 0° 05′ 14″ O  |       |
| Site archéologique de la villa gallo-romaine de Loupiac                                                                           | Loupiac                               | Gironde                 | Nouvelle-Aquitaine         | Inscrit    | Inscrit (2011)                                   | Notice no PA33000148 | 44° 37′ 30″ N, 0° 18′ 10″ O  |       |
| Villas gallo-romaines de Plassac : parcelle B 1074                                                                                | Plassac                               | Gironde                 | Nouvelle-Aquitaine         | Inscrit    | Classé (1975)                                    | Notice no PA00083664 | 45° 06′ 08″ N, 0° 38′ 45″ O  |       |
| Maison dite des « Évêques » | Puissalicon                           | Hérault                 | Occitanie                  | Inscrit    |                                                  | Notice no PA34000140 | 43° 27′ 31″ N, 3° 14′ 07″ E  |       |
| château de Montferrand | Saint-Mathieu-de-Tréviers             | Hérault                 | Occitanie                  | Classé     | Inscrit (2022)                                   | Notice no PA34000135 | 43° 46′ 32″ N, 3° 50′ 24″ E  |       |
| couvent des Dominicaines des Tourelles (d)                                                                                        | Saint-Mathieu-de-Tréviers             | Hérault                 | Occitanie                  | Inscrit    |                                                  | Notice no PA34000141 | 43° 46′ 04″ N, 3° 52′ 49″ E  |       |
| enceinte urbaine fortifiée de Bécherel (d)                                                                                        | Bécherel                              | Ille-et-Vilaine         | Bretagne                   | Inscrit    |                                                  | Notice no PA35000096 | 48° 17′ 44″ N, 1° 56′ 38″ O  |       |
| maison du Tertre-Corbin (d) | Dinard                                | Ille-et-Vilaine         | Bretagne                   | Inscrit    |                                                  | Notice no PA35000097 | 48° 37′ 43″ N, 2° 03′ 30″ O  |       |
| Ancienne abbaye de Paimpont : intérieurs du bâtiment conventuel                                                                   | Paimpont                              | Ille-et-Vilaine         | Bretagne                   | Inscrit    | Classé (1966)                                    | Notice no PA00090651 | 48° 01′ 10″ N, 2° 10′ 27″ O  |       |
| enceinte urbaine fortifiée de Vitré                                                                                               | Vitré                                 | Ille-et-Vilaine         | Bretagne                   | Inscrit    | Inscrit (1926, 1972, 2014)                       | Notice no PA00090906 | 48° 07′ 28″ N, 1° 12′ 47″ O  |       |
| château du Courbat (d) : cour, douves, ouvrages hydrauliques, pont dormant, escalier en bois du vestibule                         | Le Pêchereau                          | Indre                   | Centre-Val de Loire        | Inscrit    | Inscrit (1976)                                   | Notice no PA00097428 | 46° 34′ 20″ N, 1° 32′ 49″ E  |       |
| église Saint-Martin de Thevet-Saint-Julien (d)                                                                                    | Thevet-Saint-Julien                   | Indre                   | Centre-Val de Loire        | Classé     | Inscrit (1929, 2019)                             | Notice no PA00097474 | 46° 38′ 14″ N, 2° 03′ 58″ E  |       |
| Château de la Moustière : château, glacière, colombier, communs                                                                   | Vicq-sur-Nahon                        | Indre                   | Centre-Val de Loire        | Classé     | Inscrit (1974, 2022)                             | Notice no PA00097483 | 47° 06′ 01″ N, 1° 30′ 10″ E  |       |
| Domaine de La Chute (d) | Chanceaux-sur-Choisille               | Indre-et-Loire          | Centre-Val de Loire        | Inscrit    |                                                  | Notice no PA37000047 | 47° 29′ 17″ N, 0° 42′ 24″ E  |       |
| Château de Château-Renault : enceinte, ruines de l'aile nord du logis, donjon, pont dormant                                       | Château-Renault                       | Indre-et-Loire          | Centre-Val de Loire        | Inscrit    | Inscrit (1942, 1949)                             | Notice no PA00097643 | 47° 35′ 33″ N, 0° 54′ 35″ E  |       |
| Site castral de Montbazon | Montbazon                             | Indre-et-Loire          | Centre-Val de Loire        | Classé     | Inscrit (1926,2012)                              | Notice no PA00097870 | 47° 17′ 06″ N, 0° 42′ 50″ E  |       |
| Domaine de la Martinière : château, communs                                                                                       | Neuvy-le-Roi                          | Indre-et-Loire          | Centre-Val de Loire        | Inscrit    |                                                  | Notice no PA37000048 | 47° 35′ 18″ N, 0° 32′ 32″ E  |       |
| Église Notre-Dame du prieuré de Relay                                                                                             | Pont-de-Ruan                          | Indre-et-Loire          | Centre-Val de Loire        | Classé     | Inscrit (1930, 2022)                             | Notice no PA00097918 | 47° 16′ 26″ N, 0° 32′ 44″ E  |       |
| villa Les Cyclamens (d) | Grenoble                              | Isère                   | Auvergne-Rhône-Alpes       | Inscrit    |                                                  | Notice no PA38000048 | 45° 10′ 28″ N, 5° 42′ 45″ E  |       |
| Chapelle de l'ancien couvent Notre-Dame-des-Grâces (d)                                                                            | Tullins                               | Isère                   | Auvergne-Rhône-Alpes       | Inscrit    | Inscrit (1963)                                   | Notice no PA00117310 | 45° 17′ 52″ N, 5° 28′ 53″ E  |       |
| Monument aux morts de Champagne-sur-Loue                                                                                          | Champagne-sur-Loue                    | Jura                    | Bourgogne-Franche-Comté    | Inscrit    |                                                  | Notice no PA39000140 | 47° 02′ 26″ N, 5° 48′ 53″ E  |       |
| Monument aux morts de Champvans                                                                                                   | Champvans                             | Jura                    | Bourgogne-Franche-Comté    | Inscrit    |                                                  | Notice no PA39000137 | 47° 06′ 24″ N, 5° 26′ 08″ E  |       |
| Monument aux morts de Moirans-en-Montagne                                                                                         | Moirans-en-Montagne                   | Jura                    | Bourgogne-Franche-Comté    | Inscrit    |                                                  | Notice no PA39000138 | 46° 25′ 52″ N, 5° 43′ 38″ E  |       |
| Monument aux morts de Morez | Morez                                 | Jura                    | Bourgogne-Franche-Comté    | Inscrit    |                                                  | Notice no PA39000139 |                              |       |
| église de l'Assomption-de-Notre-Dame de Revigny (d)                                                                               | Revigny                               | Jura                    | Bourgogne-Franche-Comté    | Classé     | Inscrit (1991)                                   | Notice no PA00102095 | 46° 38′ 13″ N, 5° 36′ 11″ E  |       |
| Monument aux morts de Saint-Amour                                                                                                 | Saint-Amour                           | Jura                    | Bourgogne-Franche-Comté    | Inscrit    |                                                  | Notice no PA39000141 | 46° 26′ 11″ N, 5° 20′ 34″ E  |       |
| Hôtel Choderlos de Laclos | Salins-les-Bains                      | Jura                    | Bourgogne-Franche-Comté    | Inscrit    |                                                  | Notice no PA39000142 | 46° 56′ 32″ N, 5° 52′ 44″ E  |       |
| Manoir Dufour | Saint-Justin                          | Landes                  | Nouvelle-Aquitaine         | Inscrit    |                                                  | Notice no PA40000100 | 43° 58′ 53″ N, 0° 13′ 50″ O  |       |
| maison, 1 rue Pierre-de-Blois (Blois) (d)                                                                                         | Blois                                 | Loir-et-Cher            | Centre-Val de Loire        | Inscrit    | Inscrit (1928)                                   | Notice no PA00098376 | 47° 35′ 15″ N, 1° 20′ 06″ E  |       |
| Parc du château de Montlivault | Montlivault                           | Loir-et-Cher            | Centre-Val de Loire        | Inscrit    | Inscrit (1987)                                   | Notice no PA00098503 | 47° 38′ 22″ N, 1° 26′ 37″ E  |       |
| église Saint-Ennemond de Saint-Étienne (d)                                                                                        | Saint-Étienne                         | Loire                   | Auvergne-Rhône-Alpes       | Inscrit    |                                                  | Notice no PA42000058 | 45° 26′ 07″ N, 4° 22′ 53″ E  |       |
| Château de Chassay | Sainte-Luce-sur-Loire                 | Loire-Atlantique        | Pays de la Loire           | Inscrit    |                                                  | Notice no PA44000075 | 47° 14′ 52″ N, 1° 29′ 01″ O  |       |
| Château de Mez-le-Maréchal | Dordives                              | Loiret                  | Centre-Val de Loire        | Classé     | Inscrit (1940,2023)                              | Notice no PA00098766 | 48° 09′ 01″ N, 2° 47′ 32″ E  |       |
| Plafond peint du manoir Laroque-Delprat (d)                                                                                       | Autoire                               | Lot                     | Occitanie                  | Inscrit    |                                                  | Notice no PA46000088 | 44° 51′ 11″ N, 1° 49′ 14″ E  |       |
| château du Diable (d) | Cabrerets                             | Lot                     | Occitanie                  | Inscrit    |                                                  | Notice no PA46000089 | 44° 30′ 30″ N, 1° 39′ 29″ E  |       |
| Château de Marcillac | Lendou-en-Quercy                      | Lot                     | Occitanie                  | Inscrit    | Inscrit (1977)                                   | Notice no PA00095239 | 44° 18′ 30″ N, 1° 14′ 48″ E  |       |
| Ancien couvent ou école de la congrégation des Écoles chrétiennes et de la Charité dite des Mirepoises                            | Martel                                | Lot                     | Occitanie                  | Inscrit    | Inscrit (1931)                                   | Notice no PA00095158 | 44° 56′ 10″ N, 1° 36′ 30″ E  |       |
| Palais de justice d'Agen | Agen                                  | Lot-et-Garonne          | Nouvelle-Aquitaine         | Inscrit    | Inscrit (1979, 2023)                             | Notice no PA00084054 | 44° 11′ 57″ N, 0° 37′ 00″ E  |       |
| Sanctuaire Notre-Dame de Peyragude                                                                                                | Penne-d'Agenais                       | Lot-et-Garonne          | Nouvelle-Aquitaine         | Inscrit    |                                                  | Notice no PA47000113 | 44° 23′ 22″ N, 0° 48′ 59″ E  |       |
| Domaine Latour-Marliac | Le Temple-sur-Lot                     | Lot-et-Garonne          | Nouvelle-Aquitaine         | Inscrit    |                                                  | Notice no PA47000115 | 44° 22′ 48″ N, 0° 31′ 36″ E  |       |
| Mas Renouard (d) : ancienne ferme et maison du curé Richard                                                                       | Allenc                                | Lozère                  | Occitanie                  | Inscrit    |                                                  | Notice no PA48000031 | 44° 32′ 34″ N, 3° 39′ 30″ E  |       |
| Château de Saint-Alban : chapelle Saint-Pierre de l'hôpital psychiatrique François-Tosquelles                                     | Saint-Alban-sur-Limagnole             | Lozère                  | Occitanie                  | Classé     | Classé (1949) Inscrit (2023)                     | Notice no PA00102913 | 42° 53′ 26″ N, 2° 44′ 49″ E  |       |
| Parc du château du Bas-Plessis | Montrevault-sur-Èvre Mauges-sur-Loire | Maine-et-Loire          | Pays de la Loire           | Inscrit    | Inscrit (1992)                                   | Notice no PA00109448 | 47° 17′ 51″ N, 0° 59′ 10″ O  |       |
| Batterie d'Azeville | Azeville                              | Manche                  | Normandie                  | Inscrit    |                                                  | Notice no PA50000106 | 49° 27′ 39″ N, 1° 18′ 23″ O  |       |
| Port de Barfleur: mur anti-char allemand, infrastructures américaines du port situés sur le Port et Le Cracko                     | Barfleur                              | Manche                  | Normandie                  | Inscrit    |                                                  | Notice no PA50000107 | 49° 40′ 09″ N, 1° 15′ 42″ O  |       |
| Base de lancement de V1 de Brix                                                                                                   | Brix                                  | Manche                  | Normandie                  | Inscrit    |                                                  | Notice no PA50000108 | 49° 34′ 19″ N, 1° 33′ 40″ O  |       |
| Poste de commandement allemand du port de Cherbourg                                                                               | Cherbourg-en-Cotentin                 | Manche                  | Normandie                  | Inscrit    |                                                  | Notice no PA50000109 | 49° 38′ 28″ N, 1° 37′ 31″ O  |       |
| Batterie d'artillerie côtière Hambourg                                                                                            | Fermanville                           | Manche                  | Normandie                  | Inscrit    |                                                  | Notice no PA50000110 | 49° 40′ 40″ N, 1° 27′ 10″ O  |       |
| Widerstandsnest 123 (nid de resistance))                                                                                          | Gatteville-le-Phare                   | Manche                  | Normandie                  | Inscrit    |                                                  | Notice no PA50000111 |                              |       |
| Quai de chargement de l'ancienne gare de Gatteville                                                                               | Gatteville-le-Phare                   | Manche                  | Normandie                  | Inscrit    |                                                  | Notice no PA50000112 | 49° 40′ 53″ N, 1° 17′ 19″ O  |       |
| Batterie d'Auderville-Laye | La Hague                              | Manche                  | Normandie                  | Inscrit    |                                                  | Notice no PA50000113 | 49° 41′ 59″ N, 1° 56′ 27″ O  |       |
| Batterie d'Auderville-la-Roche | La Hague                              | Manche                  | Normandie                  | Inscrit    |                                                  | Notice no PA50000114 | 49° 42′ 33″ N, 1° 56′ 25″ O  |       |
| Base de lancement de V1 du Mesnil-au-Val                                                                                          | Mesnil-au-Val                         | Manche                  | Normandie                  | Inscrit    |                                                  | Notice no PA50000115 | 49° 34′ 48″ N, 1° 32′ 35″ O  |       |
| Port de Quinéville : mur anti-char, ancienne redoute                                                                              | Quinéville                            | Manche                  | Normandie                  | Inscrit    |                                                  | Notice no PA50000116 | 49° 30′ 55″ N, 1° 17′ 09″ O  |       |
| Poste de commandement allemand de Saint-Lô                                                                                        | Saint-Lô                              | Manche                  | Normandie                  | Inscrit    |                                                  | Notice no PA50000117 | 49° 07′ 11″ N, 1° 05′ 38″ O  |       |
| Batterie de Crisbecq | Saint-Marcouf                         | Manche                  | Normandie                  | Inscrit    |                                                  | Notice no PA50000118 | 49° 28′ 45″ N, 1° 17′ 49″ O  |       |
| Station radioélectrique Erika II de Saint-Pierre-Église                                                                           | Saint-Pierre-Église                   | Manche                  | Normandie                  | Inscrit    |                                                  | Notice no PA50000119 | 49° 40′ 06″ N, 1° 23′ 09″ O  |       |
| Base de lancement de V1 de Saussemesnil                                                                                           | Saussemesnil                          | Manche                  | Normandie                  | Inscrit    |                                                  | Notice no PA50000120 | 49° 34′ 21″ N, 1° 31′ 06″ O  |       |
| Site de maintenance de Saussemesnil                                                                                               | Saussemesnil                          | Manche                  | Normandie                  | Inscrit    |                                                  | Notice no PA50000121 | 49° 35′ 00″ N, 1° 31′ 15″ O  |       |
| Piscine aux Allemands | Sideville                             | Manche                  | Normandie                  | Inscrit    |                                                  | Notice no PA50000122 | 49° 36′ 21″ N, 1° 40′ 29″ O- |       |
| Synagogue de Châlons-en-Champagne                                                                                                 | Châlons-en-Champagne                  | Marne                   | Grand Est                  | Inscrit    |                                                  | Notice no PA51000031 | 48° 57′ 17″ N, 4° 21′ 43″ E  |       |
| maison Margotin (d) | Reims                                 | Marne                   | Grand Est                  | Inscrit    |                                                  | Notice no PA51000032 | 49° 15′ 30″ N, 4° 02′ 06″ E  |       |
| stand de tir de Tinqueux (d) | Tinqueux                              | Marne                   | Grand Est                  | Inscrit    |                                                  | Notice no PA51000033 | 49° 14′ 57″ N, 3° 59′ 54″ E  |       |
| Logis de l'Epinay (d) | Cossé-le-Vivien                       | Mayenne                 | Pays de la Loire           | Classé     | Inscrit (1997)                                   | Notice no PA53000005 | 47° 56′ 54″ N, 0° 56′ 57″ O  |       |
| atelier de fabrication de la confiserie Lefèvre-Lemoine (d)                                                                       | Laxou                                 | Meurthe-et-Moselle      | Grand Est                  | Inscrit    |                                                  | Notice no PA54000092 | 48° 40′ 59″ N, 6° 08′ 56″ E  |       |
| Ferme dite « La Petite Pologne » (d)                                                                                              | Moncel-lès-Lunéville                  | Meurthe-et-Moselle      | Grand Est                  | Inscrit    |                                                  | Notice no PA54000093 | 48° 34′ 04″ N, 6° 31′ 35″ E  |       |
| Confiserie Lefèvre-Lemoine | Nancy                                 | Meurthe-et-Moselle      | Grand Est                  | Inscrit    |                                                  | Notice no PA54000094 | 48° 41′ 26″ N, 6° 10′ 33″ E  |       |
| statue du sergent Blandan (d) | Nancy                                 | Meurthe-et-Moselle      | Grand Est                  | Inscrit    |                                                  | Notice no PA54000095 | 48° 40′ 20″ N, 6° 10′ 21″ E  |       |
| ancien hôtel dit d'Egremont (d)                                                                                                   | Marville                              | Meuse                   | Grand Est                  | Inscrit    | Classé (1931)                                    | Notice no PA00106568 | 49° 27′ 08″ N, 5° 27′ 28″ E  |       |
| église Saint-Pierre de Rosières-devant-Bar (d)                                                                                    | Naives-Rosières                       | Meuse                   | Grand Est                  | Inscrit    |                                                  | Notice no PA55000062 | 48° 47′ 57″ N, 5° 13′ 49″ E  |       |
| Ruines de l'ancienne abbaye de Saint-Benoît-en-Woëvre                                                                             | Vigneulles-lès-Hattonchâtel           | Meuse                   | Grand Est                  | Inscrit    |                                                  | Notice no PA55000063 | 48° 59′ 16″ N, 5° 47′ 07″ E  |       |
| dolmen de Kervin-Brigitte (d) | Crach                                 | Morbihan                | Bretagne                   | Inscrit    |                                                  | Notice no PA56000113 | 47° 38′ 50″ N, 2° 59′ 45″ O  |       |
| Domaine de Ménoray | Locmalo                               | Morbihan                | Bretagne                   | Inscrit    |                                                  | Notice no PA56000142 | 48° 04′ 37″ N, 3° 09′ 35″ O  |       |
| Hangar n°2 (d) de l'aérodrome de Meucon                                                                                           | Monterblanc                           | Morbihan                | Bretagne                   | Inscrit    |                                                  | Notice no PA56000143 | 47° 43′ 48″ N, 2° 43′ 08″ O  |       |
| Sanctuaire de Sainte-Anne d'Auray                                                                                                 | Sainte-Anne-d'Auray                   | Morbihan                | Bretagne                   | Inscrit    | Classé (1983) Inscrit (1925,1928,1929,1975,2013) | Notice no PA00091658 | 47° 42′ 15″ N, 2° 57′ 13″ O  |       |
| Ancienne synagogue d'Ennery | Ennery                                | Moselle                 | Grand Est                  | Classé     | Inscrit (1984)                                   | Notice no PA00106757 | 49° 13′ 30″ N, 6° 13′ 05″ E  |       |
| Home israélite (d) | Metz                                  | Moselle                 | Grand Est                  | Inscrit    |                                                  | Notice no PA57000049 | 49° 07′ 24″ N, 6° 10′ 51″ E  |       |
| Château d'Auzon | Lucenay-lès-Aix                       | Nièvre                  | Bourgogne-Franche-Comté    | Inscrit    |                                                  | Notice no PA58000056 | 46° 39′ 22″ N, 3° 28′ 29″ E  |       |
| barrage du lac des Settons | Montsauche-les-Settons                | Nièvre                  | Bourgogne-Franche-Comté    | Inscrit    |                                                  | Notice no PA58000055 | 47° 11′ 49″ N, 4° 03′ 25″ E  |       |
| chapelle Notre-Dame de Malaise (d)                                                                                                | Bruille-Saint-Amand                   | Nord                    | Hauts-de-France            | Classé     | Inscrit (1988)                                   | Notice no PA00107391 | 50° 27′ 10″ N, 3° 31′ 22″ E  |       |
| école de la cité de Solitude et sa salle des fêtes                                                                                | Douai                                 | Nord                    | Hauts-de-France            | Inscrit    |                                                  | Notice no PA59000225 | 50° 23′ 39″ N, 3° 07′ 44″ E  |       |
| château Desandrouin (d) | Fresnes-sur-Escaut                    | Nord                    | Hauts-de-France            | Inscrit    |                                                  | Notice no            | 50° 25′ 56″ N, 3° 34′ 46″ E  |       |
| Ancienne Caisse de la Sécurité Sociale et d'Allocations familiales de Maubeuge                                                    | Maubeuge                              | Nord                    | Hauts-de-France            | Inscrit    |                                                  | Notice no PA59000227 | 50° 16′ 30″ N, 3° 58′ 11″ E  |       |
| Moulin à Farine | Villeneuve-d'Ascq                     | Nord                    | Hauts-de-France            | Inscrit    |                                                  | Notice no PA59000228 | 50° 38′ 16″ N, 3° 08′ 42″ E  |       |
| moulin des Olieux | Villeneuve-d'Ascq                     | Nord                    | Hauts-de-France            | Inscrit    |                                                  | Notice no PA59000229 | 50° 38′ 15″ N, 3° 08′ 40″ E  |       |
| Ancien sanatorium Villemin | Angicourt                             | Oise                    | Hauts-de-France            | Inscrit    |                                                  | Notice no PA60000118 |                              |       |
| Bornes armoriées de la forêt d'Halatte                                                                                            | Aumont-en-Halatte Senlis              | Oise                    | Hauts-de-France            | Inscrit    |                                                  | Notice no PA60000119 | 49° 14′ 13″ N, 2° 33′ 31″ E  |       |
| Château de Beaurepaire : escalier à vis dans la tourelle, parc                                                                    | Beaurepaire                           | Oise                    | Hauts-de-France            | Inscrit    | Inscrit (1978)                                   | Notice no PA00114498 | 49° 17′ 53″ N, 2° 33′ 54″ E  |       |
| Château d'Orrouy | Orrouy                                | Oise                    | Hauts-de-France            | Inscrit    | Innscrit (1989)                                  | Notice no PA00114978 | 49° 17′ 34″ N, 2° 51′ 33″ E  |       |
| château de Puiseux-le-Hauberger (d)                                                                                               | Puiseux-le-Hauberger                  | Oise                    | Hauts-de-France            | Inscrit    |                                                  | Notice no            |                              |       |
| Domaine de Saint-Remy-en-l'Eau | Saint-Remy-en-l'Eau                   | Oise                    | Hauts-de-France            | Inscrit    | Inscrit (1987)                                   | Notice no            | 49° 27′ 57″ N, 2° 25′ 39″ E  |       |
| théâtre de Béthune (d) | Béthune                               | Pas-de-Calais           | Hauts-de-France            | Inscrit    |                                                  | Notice no PA62000175 | 50° 31′ 50″ N, 2° 38′ 33″ E  |       |
| Fort Nieulay | Calais                                | Pas-de-Calais           | Hauts-de-France            | Inscrit    |                                                  | Notice no PA62000181 | 50° 56′ 46″ N, 1° 48′ 58″ E  |       |
| école élémentaire Jules-Elby (d)                                                                                                  | Houdain                               | Pas-de-Calais           | Hauts-de-France            | Inscrit    |                                                  | Notice no PA62000180 | 50° 27′ 27″ N, 2° 33′ 05″ E  |       |
| église Saint-Didier d'Oisy-le-Verger (d)                                                                                          | Oisy-le-Verger                        | Pas-de-Calais           | Hauts-de-France            | Inscrit    |                                                  | Notice no PA62000182 | 50° 15′ 04″ N, 3° 07′ 14″ E  |       |
| | Rivière                               | Pas-de-Calais           | Hauts-de-France            | Inscrit    |                                                  | Notice no            |                              |       |
| | Rivière                               | Pas-de-Calais           | Hauts-de-France            | Inscrit    |                                                  | Notice no            |                              |       |
| | Issoire                               | Puy-de-Dôme             | Auvergne-Rhône-Alpes       | Inscrit    |                                                  | Notice no            |                              |       |
| | Issoire                               | Puy-de-Dôme             | Auvergne-Rhône-Alpes       | Inscrit    |                                                  | Notice no            |                              |       |
| | Riom                                  | Puy-de-Dôme             | Auvergne-Rhône-Alpes       | Inscrit    |                                                  | Notice no            |                              |       |
| | Villeneuve                            | Puy-de-Dôme             | Auvergne-Rhône-Alpes       | Inscrit    |                                                  | Notice no            |                              |       |
| | Saint-Palais                          | Pyrénées-Atlantiques    | Nouvelle-Aquitaine         | Inscrit    |                                                  | Notice no            |                              |       |
| | Bagnères-de-Bigorre                   | Hautes-Pyrénées         | Occitanie                  | Inscrit    |                                                  | Notice no            |                              |       |
| | Lannemezan                            | Hautes-Pyrénées         | Occitanie                  | Inscrit    |                                                  | Notice no            |                              |       |
| | Schiltigheim                          | Bas-Rhin                | Grand Est                  | Inscrit    |                                                  | Notice no            |                              |       |
| | Schiltigheim                          | Bas-Rhin                | Grand Est                  | Inscrit    |                                                  | Notice no            |                              |       |
| | Colmar                                | Haut-Rhin               | Grand Est                  | Inscrit    |                                                  | Notice no            |                              |       |
| | Reiningue                             | Haut-Rhin               | Grand Est                  | Inscrit    |                                                  | Notice no            |                              |       |
| | Orliénas                              | Rhône                   | Auvergne-Rhône-Alpes       | Inscrit    |                                                  | Notice no            |                              |       |
| | Saint-Lager                           | Rhône                   | Auvergne-Rhône-Alpes       | Inscrit    |                                                  | Notice no            |                              |       |
| | Choye                                 | Haute-Saône             | Bourgogne-Franche-Comté    | Inscrit    |                                                  | Notice no            |                              |       |
| | Lure                                  | Haute-Saône             | Bourgogne-Franche-Comté    | Inscrit    |                                                  | Notice no            |                              |       |
| | Traves                                | Haute-Saône             | Bourgogne-Franche-Comté    | Inscrit    |                                                  | Notice no            |                              |       |
| | Vesoul                                | Haute-Saône             | Bourgogne-Franche-Comté    | Inscrit    |                                                  | Notice no            |                              |       |
| | Mâcon                                 | Saône-et-Loire          | Bourgogne-Franche-Comté    | Inscrit    |                                                  | Notice no            |                              |       |
| | Marly-sur-Arroux Oudry                | Saône-et-Loire          | Bourgogne-Franche-Comté    | Inscrit    |                                                  | Notice no            |                              |       |
| | Saint-Emiland                         | Saône-et-Loire          | Bourgogne-Franche-Comté    | Inscrit    |                                                  | Notice no            |                              |       |
| | Le Mans Yvré-l'Évêque                 | Sarthe                  | Pays de la Loire           | Inscrit    |                                                  | Notice no            |                              |       |
| | Sainte-Jamme-sur-Sarthe               | Sarthe                  | Pays de la Loire           | Inscrit    |                                                  | Notice no            |                              |       |
| | Bourg-Saint-Maurice                   | Savoie                  | Auvergne-Rhône-Alpes       | Inscrit    |                                                  | Notice no            |                              |       |
| | Annecy                                | Haute-Savoie            | Auvergne-Rhône-Alpes       | Inscrit    |                                                  | Notice no            |                              |       |
| | Chamonix-Mont-Blanc                   | Haute-Savoie            | Auvergne-Rhône-Alpes       | Inscrit    |                                                  | Notice no            |                              |       |
| | Saint-Gervais-les-Bains               | Haute-Savoie            | Auvergne-Rhône-Alpes       | Inscrit    |                                                  | Notice no            |                              |       |
| | Paris 4e                              | Paris                   | Île-de-France              | Classé     |                                                  | Notice no            |                              |       |
| | Paris 5e                              | Paris                   | Île-de-France              | Inscrit    |                                                  | Notice no            |                              |       |
| | Paris 8e                              | Paris                   | Île-de-France              | Inscrit    |                                                  | Notice no            |                              |       |
| | Paris 9e                              | Paris                   | Île-de-France              | Classé     |                                                  | Notice no            |                              |       |
| | Paris 12e                             | Paris                   | Île-de-France              | Inscrit    |                                                  | Notice no            |                              |       |
| | Bréauté                               | Seine-Maritime          | Normandie                  | Inscrit    |                                                  | Notice no            |                              |       |
| | Choisel                               | Yvelines                | Île-de-France              | Classé     |                                                  | Notice no            |                              |       |
| | Émancé Gazeran Saint-Hilarion         | Yvelines                | Île-de-France              | Inscrit    |                                                  | Notice no            |                              |       |
| | Poigny-la-Forêt                       | Yvelines                | Île-de-France              | Inscrit    |                                                  | Notice no            |                              |       |
| | Thoiry                                | Yvelines                | Île-de-France              | Classé     |                                                  | Notice no            |                              |       |
| | Airvault                              | Deux-Sèvres             | Nouvelle-Aquitaine         | Inscrit    |                                                  | Notice no            |                              |       |
| | Argentonnay                           | Deux-Sèvres             | Nouvelle-Aquitaine         | Inscrit    |                                                  | Notice no            |                              |       |
| | Coulonges-sur-l'Autize                | Deux-Sèvres             | Nouvelle-Aquitaine         | Inscrit    |                                                  | Notice no            |                              |       |
| | Plaine-d'Argenson                     | Deux-Sèvres             | Nouvelle-Aquitaine         | Inscrit    |                                                  | Notice no            |                              |       |
| | Amiens                                | Somme                   | Hauts-de-France            | Inscrit    |                                                  | Notice no            |                              |       |
| | Amiens                                | Somme                   | Hauts-de-France            | Inscrit    |                                                  | Notice no            |                              |       |
| | Amiens                                | Somme                   | Hauts-de-France            | Inscrit    |                                                  | Notice no            |                              |       |
| | Cléry-sur-Somme                       | Somme                   | Hauts-de-France            | Inscrit    |                                                  | Notice no            |                              |       |
| | Dury                                  | Somme                   | Hauts-de-France            | Inscrit    |                                                  | Notice no            |                              |       |
| | Hypercourt                            | Somme                   | Hauts-de-France            | Inscrit    |                                                  | Notice no            |                              |       |
| | Sains-en-Amiénois                     | Somme                   | Hauts-de-France            | Inscrit    |                                                  | Notice no            |                              |       |
| | Gaillac                               | Tarn                    | Occitanie                  | Inscrit    |                                                  | Notice no            |                              |       |
| | Valence                               | Tarn-et-Garonne         | Occitanie                  | Inscrit    |                                                  | Notice no            |                              |       |
| | Cotignac                              | Var                     | Provence-Alpes-Côte d'Azur | Inscrit    |                                                  | Notice no            |                              |       |
| | Saint-Tropez                          | Var                     | Provence-Alpes-Côte d'Azur | Inscrit    |                                                  | Notice no            |                              |       |
| | La Valette-du-Var                     | Var                     | Provence-Alpes-Côte d'Azur | Inscrit    |                                                  | Notice no            |                              |       |
| jardin du rocher des Doms | Avignon                               | Vaucluse                | Provence-Alpes-Côte d'Azur | Classé     |                                                  | Notice no PA84000088 | 43° 57′ 10″ N, 4° 48′ 28″ E  |       |
| | Avignon                               | Vaucluse                | Provence-Alpes-Côte d'Azur | Inscrit    |                                                  | Notice no            |                              |       |
| | Avignon                               | Vaucluse                | Provence-Alpes-Côte d'Azur | Inscrit    |                                                  | Notice no            |                              |       |
| | Avignon                               | Vaucluse                | Provence-Alpes-Côte d'Azur | Inscrit    |                                                  | Notice no            |                              |       |
| | Courthézon                            | Vaucluse                | Provence-Alpes-Côte d'Azur | Inscrit    |                                                  | Notice no            |                              |       |
| | Gordes                                | Vaucluse                | Provence-Alpes-Côte d'Azur | Inscrit    |                                                  | Notice no            |                              |       |
| | Mazan                                 | Vaucluse                | Provence-Alpes-Côte d'Azur | Inscrit    |                                                  | Notice no            |                              |       |
| | Ménerbes                              | Vaucluse                | Provence-Alpes-Côte d'Azur | Inscrit    |                                                  | Notice no            |                              |       |
| | Saumane-de-Vaucluse                   | Vaucluse                | Provence-Alpes-Côte d'Azur | Inscrit    |                                                  | Notice no            |                              |       |
| | Valréas                               | Vaucluse                | Provence-Alpes-Côte d'Azur | Inscrit    |                                                  | Notice no            |                              |       |
| | Montmorillon                          | Vienne                  | Nouvelle-Aquitaine         | Inscrit    |                                                  | Notice no            |                              |       |
| | Scorbé-Clairvaux                      | Vienne                  | Nouvelle-Aquitaine         | Inscrit    |                                                  | Notice no            |                              |       |
| | Ternay                                | Vienne                  | Nouvelle-Aquitaine         | Classé     |                                                  | Notice no            |                              |       |
| | Vivonne                               | Vienne                  | Nouvelle-Aquitaine         | Inscrit    |                                                  | Notice no            |                              |       |
| | Magnac-Bourg                          | Haute-Vienne            | Nouvelle-Aquitaine         | Inscrit    |                                                  | Notice no            |                              |       |
| | Saint-Jouvent                         | Haute-Vienne            | Nouvelle-Aquitaine         | Inscrit    |                                                  | Notice no            |                              |       |
| | Saint-Junien                          | Haute-Vienne            | Nouvelle-Aquitaine         | Inscrit    |                                                  | Notice no            |                              |       |
| | Saint-Laurent-les-Eglises             | Haute-Vienne            | Nouvelle-Aquitaine         | Classé     |                                                  | Notice no            |                              |       |
| ancien hôtel de voyageurs Sainte-Barbe (d)                                                                                        | Plombières-les-Bains                  | Vosges                  | Grand Est                  | Inscrit    |                                                  | Notice no PA88000060 | 47° 57′ 57″ N, 6° 27′ 35″ E  |       |
| Église Saint-Jacques-le-Majeur d'Asquins                                                                                          | Asquins                               | Yonne                   | Bourgogne-Franche-Comté    | Classé     | Inscrit (1926)                                   | Notice no PA00113578 | 47° 28′ 57″ N, 3° 45′ 15″ E  |       |
| villa Clair Coteau (d) | Villevallier                          | Yonne                   | Bourgogne-Franche-Comté    | Inscrit    |                                                  | Notice no PA89000077 | 48° 01′ 20″ N, 3° 18′ 44″ E  |       |
| Grands Moulins de Corbeil | Corbeil-Essonnes                      | Essonne                 | Île-de-France              | Inscrit    | Inscrit (1987)                                   | Notice no PA00087867 | 48° 36′ 54″ N, 2° 28′ 41″ E  |       |
| villa Trapenard (d) | Sceaux                                | Hauts-de-Seine          | Île-de-France              | Classé     | Inscrit (2005)                                   | Notice no PA92000014 | 48° 46′ 27″ N, 2° 18′ 18″ E  |       |
| Maison d'André Lurçat (d) | Sceaux                                | Hauts-de-Seine          | Île-de-France              | Classé     | Inscrit (2010)                                   | Notice no PA92000020 | 48° 46′ 28″ N, 2° 17′ 30″ E  |       |
| ancienne propriété de Camille Corot (d)                                                                                           | Ville-d'Avray                         | Hauts-de-Seine          | Île-de-France              | Classé     | Inscrit (2023)                                   | Notice no PA92000167 | 48° 49′ 20″ N, 2° 11′ 04″ E  |       |
| hôtel de ville de Montreuil (d)                                                                                                   | Montreuil                             | Seine-Saint-Denis       | Île-de-France              | Inscrit    |                                                  | Notice no PA93000077 | 48° 51′ 45″ N, 2° 26′ 28″ E  |       |
| La maison du directeur de l'ancienne usine Coignet                                                                                | Saint-Denis                           | Seine-Saint-Denis       | Île-de-France              | Classé     | Inscrit (1998)                                   | Notice no PA93000010 | 48° 55′ 51″ N, 2° 20′ 30″ E  |       |
| église Saint-Rémi de Marines | Marines                               | Val-d'Oise              | Île-de-France              | Classé     | Classé (1981) Inscrit (1926)                     | Notice no PA00080119 | 49° 08′ 43″ N, 1° 58′ 59″ E  |       |
| Château du Duc de Dino : salle de bains mauresque, salle de bains japonisant                                                      | Montmorency                           | Val-d'Oise              | Île-de-France              | Classé     | Inscrit (2022)                                   | Notice no PA95000024 | 48° 58′ 54″ N, 2° 19′ 14″ E  |       |
| Château de Vigny et ses dépendances                                                                                               | Vigny                                 | Val-d'Oise              | Île-de-France              | Inscrit    | Inscrit (1984)                                   | Notice no PA00080229 | 49° 04′ 36″ N, 1° 55′ 34″ E  |       |
| Église Saint-Médard de Vigny | Vigny                                 | Val-d'Oise              | Île-de-France              | Inscrit    |                                                  | Notice no PA95000026 | 49° 04′ 38″ N, 1° 55′ 39″ E  |       |
| Maison Bougenot | Basse-Terre                           | Guadeloupe              | Guadeloupe                 | Inscrit    |                                                  | Notice no PA97100074 | 15° 59′ 40″ N, 61° 43′ 42″ O |       |
| Habitation Grand Camp : vestiges de l'ancienne sucrerie, ancienne casemate, boucan                                                | Gourbeyre                             | Guadeloupe              | Guadeloupe                 | Inscrit    |                                                  | Notice no PA97100075 | 16° 00′ 13″ N, 61° 41′ 32″ O |       |
| Habitation Fond-Cabre : boucan | Saint-Claude (Guadeloupe)             | Guadeloupe              | Guadeloupe                 | Inscrit    |                                                  | Notice no PA97100076 | 16° 01′ 05″ N, 61° 41′ 52″ O |       |
| pavillon Monvoisin de la cité Rebard                                                                                              | Cayenne                               | Guyane                  | Guyane                     | Inscrit    |                                                  | Notice no PA97300024 | 4° 56′ 29″ N, 52° 19′ 07″ O  |       |
| Cheminée dite de « Ravine Creuse »                                                                                                | Saint-André                           | La Réunion              | La Réunion                 | Inscrit    | Inscrit (2002)                                   | Notice no PA97400048 | 20° 58′ 05″ S, 55° 39′ 54″ E |       |
| usine de Ravine-Glissante | Sainte-Rose                           | La Réunion              | La Réunion                 | Inscrit    | Inscrit (2002)                                   | Notice no PA97400077 | 21° 08′ 19″ S, 55° 48′ 18″ E |       |
| maison Barrabé-Roubaud (d) | Le Tampon                             | La Réunion              | La Réunion                 | Inscrit    |                                                  | Notice no PA97400160 | 21° 17′ 35″ S, 55° 31′ 31″ E |       |
| ancien hôpital de Dzaoudzi (d) | Dzaoudzi                              | Mayotte                 | Mayotte                    | Inscrit    |                                                  | Notice no PA97600013 | 12° 46′ 52″ S, 45° 15′ 21″ E |       |
| La maison dite « du médecin » (d)                                                                                                 | Dzaoudzi                              | Mayotte                 | Mayotte                    | Inscrit    |                                                  | Notice no PA97600014 | 12° 46′ 52″ S, 45° 15′ 20″ E |       |
| case Breslar (d) et son jardin | Mamoudzou                             | Mayotte                 | Mayotte                    | Inscrit    |                                                  | Notice no PA97600015 | 12° 46′ 56″ S, 45° 13′ 31″ E |       |
| case Dôme (d) et son jardin | Dzaoudzi                              | Mayotte                 | Mayotte                    | Inscrit    |                                                  | Notice no PA97600016 | 12° 46′ 55″ S, 45° 13′ 31″ E |       |

## Radiations
Les protections des édifices suivants sont abrogées en 2024. Ces radiations concernent essentiellement des édifices détruits.
| Édifice                                             | Commune         | Département     | Région                     | Protection    | Base Mérimée         | Coordonnées                         | Image |
| --------------------------------------------------- | --------------- | --------------- | -------------------------- | ------------- | -------------------- | ----------------------------------- | ----- |
| Villa Arson et son jardin                           | Nice            | Alpes-Maritimes | Provence-Alpes-Côte d'Azur | inscrit, 1943 | Notice no PA00080809 | 43° 43′ 16″ nord, 7° 15′ 11″ est    |       |
| La porte de l’ancien presbytère                     | Sers            | Charente        | Nouvelle-Aquitaine         | inscrit, 1941 | Notice no PA00104516 | 45° 35′ 57″ nord, 0° 19′ 15″ est    |       |
| Poteau cornier de la maison dite du Pilier          | Chinon          | Indre-et-Loire  | Centre-Val de Loire        | inscrit, 1927 | Notice no PA00097674 | 47° 10′ 03″ nord, 0° 14′ 37″ est    |       |
| Tour dite de la porte aux Renards                   | Selles-sur-Cher | Loir-et-Cher    | Centre-Val de Loire        | inscrit, 1946 | Notice no PA00098599 | 47° 16′ 36″ nord, 1° 33′ 12″ est    |       |
| Imprimerie Hollande, située 28, rue de l'Intendance | Valenciennes    | Nord            | Hauts-de-France            | inscrit, 1984 | Notice no PA00107867 | 50° 21′ 38″ nord, 3° 31′ 33″ est    |       |
| Ancien monastère Saint-Antoine                      | Basse-Terre     | Guadeloupe      | Guadeloupe                 | inscrit, 2007 | Notice no PA97100022 | 15° 59′ 46″ nord, 61° 43′ 47″ ouest |       |